# Червень 2016
Червень 2016 — шостий місяць 2016 року, що розпочався в середу 1 червня та закінчився в четвер 30 червня.

## Події
- 1 червня
  - Після зриву операції «Прикормка» ІнформНапалм застережив про загрозу національній безпеці України з боку антивіруса NOD32 від ESET, яка прагне догодити українським та російським клієнтам [1] [2] [3]
  - Два перших потяга проїхали найдовшим у світі Сен-Готардським тунелем під Швейцарськими Альпами [4]
- 2 червня
  - Верховна Рада ухвалила конституційну реформу правосуддя [5]
  - ESET доповнили коло атакованих операцією «Прикормка» міжнародними організаціями в Україні [6]
- 3 червня
  - Після викриття сигаретної контрабанди посольським мікроавтобусом звільнено посла України у Словаччині Олега Гаваші [7].
  - На 74-му році помер чемпіон світу з боксу у важкій вазі Мухаммед Алі[8][9].
- 4 червня
  - Гарбінє Мугуруса обіграла Серену Вільямс у фіналі «Ролан Гаррос» [10].
- 5 червня
  - У місті Актобе в Казахстані скоєно напади на магазини зі зброєю та військову частину[11][12], у результаті якого загинуло 25 осіб, серед яких 3 військовослужбовців, 4 цивільних та 18 терористів.[13].
  - Новак Джокович здобув перший титул на Ролан Гаррос, і став першим з 1969 року одночасним володарем титулів на всіх чотирьох турнірах Великого шолома [14].
- 6 червня
  - Президент Петро Порошенко схвалив Стратегічний оборонний бюлетень України [15].
  - Із 1–3 реакторів Чорнобильської АЕС вивезено до СВЯП-1 останнє відпрацьоване ядерне паливо [16] [17].
  - Міжнародна група слідчих опублікувала електронний журнал про хід кримінального розслідування збиття Boeing 777 біля Донецька [18] [19].
  - Помер втікач із СРСР шахіст Віктор Корчной [20].
- 8 червня
  - Міжнародний союз фундаментальної та прикладної хімії (IUPAC) запропонував назви та символи нових хімічних елементів: 113-й ніхоній (Nh), 115-й московій (Mc), 117-й теннесс (Ts) і 118-й оганессон (Og) на честь Японії, Московії, Теннессі та Юрія Оганесяна [21] [22] [23] [24].
- 9 червня
  - Педро Кучинські переміг Кейко Фухіморі на виборах президента Перу [25] [26]
- 10 червня
  - Розпочалася фінальна частина Чемпіонату Європи з футболу 2016 у Франції.
  - Помер канадський хокеїст, чотирикратний володар Кубка Стенлі, Горді Хоу [27].
- 12 червня
  - Боксер Василь Ломаченко встановив світовий рекорд, ставши володарем двох чемпіонських поясів за сім боїв[28].
  - Через стрілянину в нічному клубі в Орландо (Флорида, США) 50 людей загинули, понад пів-сотні отримали поранення[29].
- 15 червня
  - Вчені LIGO і Virgo заявили про другий випадок експериментальної фіксації гравітаційних хвиль[30][31].
- 16 червня
  - Початок інциденту з масовим отруєнням в місті Ізмаїл (Одеська область), внаслідок якого 769 людей звернулися за медичною допомогою з симптомами гострої кишкової інфекції.
  - Померла Джо Кокс, член британського Парламенту, смерть настала внаслідок поранення під час робочої поїздки до міста Берстолл, у Західному Йоркширі[32].
- 18 червня
  - Екіпаж корабля «Союз ТМА-19М» (Юрій Маленченко, Тімоті Копра, Тімоті Пік) успішно повернувся на Землю з МКС[33].
- 19 червня
  - У соборі Святого Міни на грецькому острові Крит розпочався Всеправославний собор[34].
- 20 червня
  - Санвей Тайхулайт, вироблений і встановлений в Усі (Китай), обійшов Тяньхе-2 у рейтингу ТОП500 найпотужніших суперкомп'ютерів [35][36].
  - УВКБ ООН повідомило, що кількість переміщених осіб у світі досягла 65,3 млн [37] [38].
  - Вірджинія Раджі стала першою в історії жінкою-мером Рима [39] [40].
  - Російський телеканал оприлюднив кадри, що доводять використання російськими ВКС у Сирії касетних боєприпасів, заборонених міжнародними конвенціями[41].
- 22 червня
  - Індійська ракета-носій PSLV-C34[en] вивела з космодрома на острові Шрихарикота 20 супутників на сонячно-синхронну орбіту [42] [43].
- 23 червня
  - Повінь у Західній Вірджинії (США) призвела до численних руйнувань та загибелі щонайменше 24 людей.
- 24 червня
  - Британський прем‘єр Девід Камерон оголосив про свою відставку до жовтня [44]
  - Після півстоліття протистояння президент Колумбії Хуан Мануель Сантос підписав мирний договір із повстанцями[45].
- 25 червня
  - Історика Гунді Йоханнессона обрано Президентом Ісландії [46].
  - У Великій Британії зібрано понад мільйон голосів петиції (станом на 13:00) за повторний референдум щодо членства в ЄС з підкоригованими умовами проведення[47][48].
- 26 червня
  - Відкрився розширений Панамський канал [49].
  - На стадіоні «Мет-Лайф» збірна Чилі по пенальті перемогла збірну Аргентини у фіналі Столітнього кубка Америки з футболу [50].
  - Китай запустив космічний корабель «Чанчжен-7»[51].
  - У Калабрії затримали одного з керівників Ндрангети Ернесто Фаццаларі[en] [52].
- 27 червня
  - Суд сектора Боюкани у Кишиневі призначив екс-прем'єру Молдови Владу Філату 9 років ув'язнення із конфіскацією майна за корупцію [53] [54].
  - На тлі поразок у фіналі чемпіонату світу 2014 і трьох фіналах кубка Америки (2007, 2015, 2016) Ліонель Мессі заявив про завершення кар'єри у збірній Аргентини з футболу [55].
- 28 червня
  - У надрах Східно-Африканського рифту біля танзанійського озера Еясі знайдено газове родовище гелію [56] [57].
  - Volkswagen погодився компенсувати США 15 мільярдів доларів за маніпуляції з вихлопом [58].
  - Під Маріуполем у результаті бою взяли в полон 8 бойовиків ДНР[59].
- 29 червня
  - Через теракт в аеропорту Стамбула (Туреччина) більше 30 людей загинули, понад 100 отримали поранення, серед постраждалих є українці[60].
  - У зоні АТО загинув оперний співак Василь Сліпак (на фото)[61].
- 30 червня
  - Хакери вкрали 10 мільйонів доларів з українського банку за бангладеською СВІФТівською схемою, президент «ІСАКА Київ» Олексій Янковський повідомив про поточні атаки на десятки банків угрупованнями Carbanak/Akunak і Buhtrap [62] [63].

## Померли
Див. Список померлих 2016 року